# Ursitoare
Ursitoarea este o ființă imaginară din mitologia românească, despre care se crede că are darul de a hotărî soarta omului de la naștere.

## Mitologie
Mitul ursitoarelor a fost preluat din mitologia greacă unde erau denumite Moirae. Credințe similare sunt întâlnite la toate popoarele slavice, dar cele mai asemănătoare mituri sunt întâlnite în Bulgaria, unde trei zeități păgâne ale destinului, zise orisnițî, stabilesc viitorul nou-născutului. 
Ursitoarele sunt făpturi mitice înfățișate ca ipostaze divine prin intermediul cărora acționează Soarta. Ursitoarele, cunoscute și ca urse, trasează momentele biografice ale noilor născuți, iar determinările lor nu pot fi anulate pentru că ele acționează în numele Sorții.
Prin tradiție, ursitoarele sunt trei femei considerate a fi înlocuitoarele mamei. Sunt spirite care pot fi auzite câteodată, dar nu văzute. 
Romulus Vulcănescu, în lucrarea „Mitologie Română” spune că: „Fecioria zânelor tinere sau bătrâne înseamnă starea de puritate fizică și spirituală strict necesară ritului ursirii si imparțialității în ursire. Triada de Fete-Fecioare sau Babe-Fecioare corespunde întreitei ipostaze feminine a zeiței Hecate (identificată uneori cu Artemis), concepută ca zeiță a tuturor făpturilor pământului și subpământului, când bună, când rea, când binevoitoare, când răuvoitoare, când protectoare, când pedepsitoare. Imaginea trinitară a Sortii in mitologia română, ca si imaginea probabil trinitara a zeiței Bendis la traci, și sigur trinitara a zeiței Hecate la romani si Artemis la greci, simbolizează același substrat mitic indo-european al răscrucii destinului uman, de cumpănă si alegere.” 
Activitatea lor se desfășoară succesiv în primele trei nopți de la naștere. În prima noapte lucrează torcătoarea asistată de celelalte două, torcând firul vieții noului născut, în noaptea a doua depănătoarea deapănă firul tors pe ghemul vieții și în noaptea a treia curmătoarea taie cu o seceră firul vieții.  
În a treia noapte de viață a copilului nou-născut, nașa invită ursitoarele și face o masă cu prăjituri, bomboane, vin, apă, flori și tot ceea ce crede că le-ar putea plăcea acestora. La icoane se așează lumânări. Ele apar noaptea, la poarta casei în care dorm mama și copilul, și prezic destinul copilului. În următoarea dimineață, nașa întreabă mama despre visul său și îi zice dacă au venit ursitoarele, și ceea ce au prezis. În zilele noastre, aceasta se întâmplă într-un spital, pentru că pruncii nu mai sunt născuți acasă. De aceea, nașa pune ofrandele la fereastra spitalului.
După unele credințe, Ursitoarele (sau Cele Trei Urse) se numesc:
- Torcătoarea - cea care ține furca și fusul. Aceasta toarce firul vieții noului născut.
- Soarta (Depanatoarea) - cea care deapănă firul tors de prima ursitoare pe ghemul vieții. Este cea care-i prezice destinul pruncului.
- Moartea (Curmătoarea) - este cea care-i fixează în timp limita vieții pruncului.[2]

Uneori se spune că acest fir le este dat Ursitoarelor de către Dumnezeu, iar acestea trebuie să îl pună pe pământ, așezând pe el toate întâmplările pe care le va avea omul de-a lungul vieții, de la care acesta nu se va putea abate cu niciun chip.
În lucrarea Mitologie românească, Tudor Pamfile susține că, potrivit credințelor oltenești, ursitoarele vin la noul-născut alături de un înger. Cele trei femei se numesc Capul lunii, Ziua și, respectiv, Ceasul. Pentru ca ursitoarele să nu fie triste, timp de opt zile de la nașterea unui copil, părinții trebuie să fie veseli. În unele zone din Transilvania, în primele trei zile, se pune pe masă pentru ursitoare o bucată de pânză nouă, făină de grâu, lână, pâine și sare.